# Uutouri
Uutouri är en ö i Finland. Den ligger i Finska viken och i kommunen Fredrikshamn i landskapet Kymmenedalen, i den södra delen av landet. Ön ligger omkring 26 kilometer öster om Kotka och omkring 140 kilometer öster om Helsingfors.
Öns area är 0,4 hektar och dess största längd är 110 meter i sydväst-nordöstlig riktning. Närmaste större samhälle är Fredrikshamn, 19,8 km nordväst om Uutouri.